# Guabiju
Guabiju är en kommun i Brasilien.   Den ligger i delstaten Rio Grande do Sul, i den södra delen av landet, 1 500 km söder om huvudstaden Brasília. Antalet invånare är 1 598.
Trakten runt Guabiju består till största delen av jordbruksmark. Runt Guabiju är det mycket glesbefolkat, med 3 invånare per kvadratkilometer.